# Triždy o ljubvi
Triždy o ljubvi (Трижды о любви) è un film del 1981 diretto da Viktor Ivanovič Tregubovič.

## Trama
Il film racconta del contadino collettivo Vasilij Lobanov, che, tornato dall'esercito, scopre che la sua amata ragazza si è sposata e decide di scegliere una sposa più adatta.